# Poecilotriccus fumifrons
El titirijí frentigrís o titirijí de frente ahumado (Poecilotriccus fumifrons) es una especie de ave paseriforme de la familia Tyrannidae perteneciente al género Poecilotriccus. Es nativo del noreste y este de Sudamérica.

## Distribución y hábitat
Se distribuye desde Surinam y la Guayana francesa, hacia el sur por el noreste de la Amazonia brasileña hasta Tocantins y hacia el este por la zona de transición hasta Piauí y oeste de Ceará; y en una estrecha faja del litoral noreste de Brasil.
Esta especie es considerada poco común en sus hábitats naturales: los densos enmarañados arbustivos en clareras, bosques secundarios, y en los bordes de selvas húmedas, hasta los 500 m de altitud.

## Descripción
El titirijí frentigrís es un pájaro pequeño y de cola corta, que mide de pico a cola una media de 9,5 cm. Sus partes superiores son de color verde oliváceo, de alas negruzcas con bordes de las plumas ocres formando dos barras. Su píleo es grisáceo y los lores son gris parduscos; las partes inferiores de su cuerpo son de color blanco grisáceo, más amarillentas por abajo y más brillante en el pecho.

## Sistemática

### Descripción original
La especie P. fumifrons fue descrita por primera vez por el ornitólogo alemán Gustav Hartlaub en 1853 bajo el nombre científico Todirostrum fumifrons; su localidad tipo es: «Brasil», emendada posteriormente para «Bahia, Brasil».

### Etimología
El nombre genérico masculino «Poecilotriccus» se compone de las palabras del griego «poikilos»: multicolor, y «trikkos»: pequeña ave; significando «pequeña ave de colores variados»; y el nombre de la especie «fumifrons», se compone de las palabras del latín «fumus» que significa ‘humo’,  y «frons» que significa ‘frente’

### Subespecies
Según las clasificaciones del Congreso Ornitológico Internacional (IOC) y Clements Checklist/eBird v.2019 se reconocen dos subespecies, con su correspondiente distribución geográfica:
- Poecilotriccus fumifrons fumifrons (Hartlaub, 1853 – litoral noreste de Brasil (desde Paraíba hasta el noreste de Bahia).
- Poecilotriccus fumifrons penardi (Hellmayr, 1905 – Surinam hasta la Guayana Francesa y la baja Amazonia brasileña, al este hasta Ceará.[1]